# Rudolfinerhaus

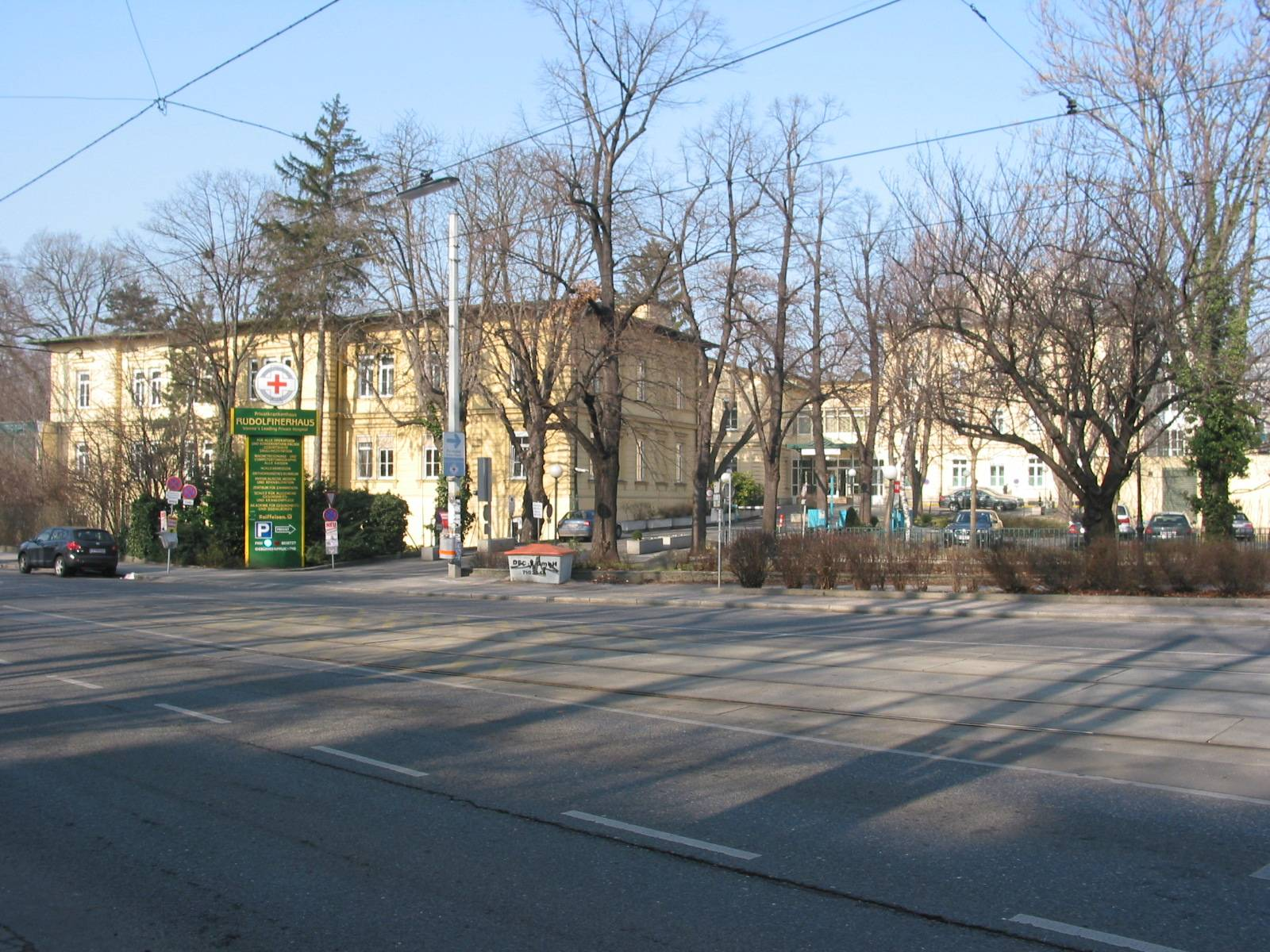
Das Rudolfinerhaus

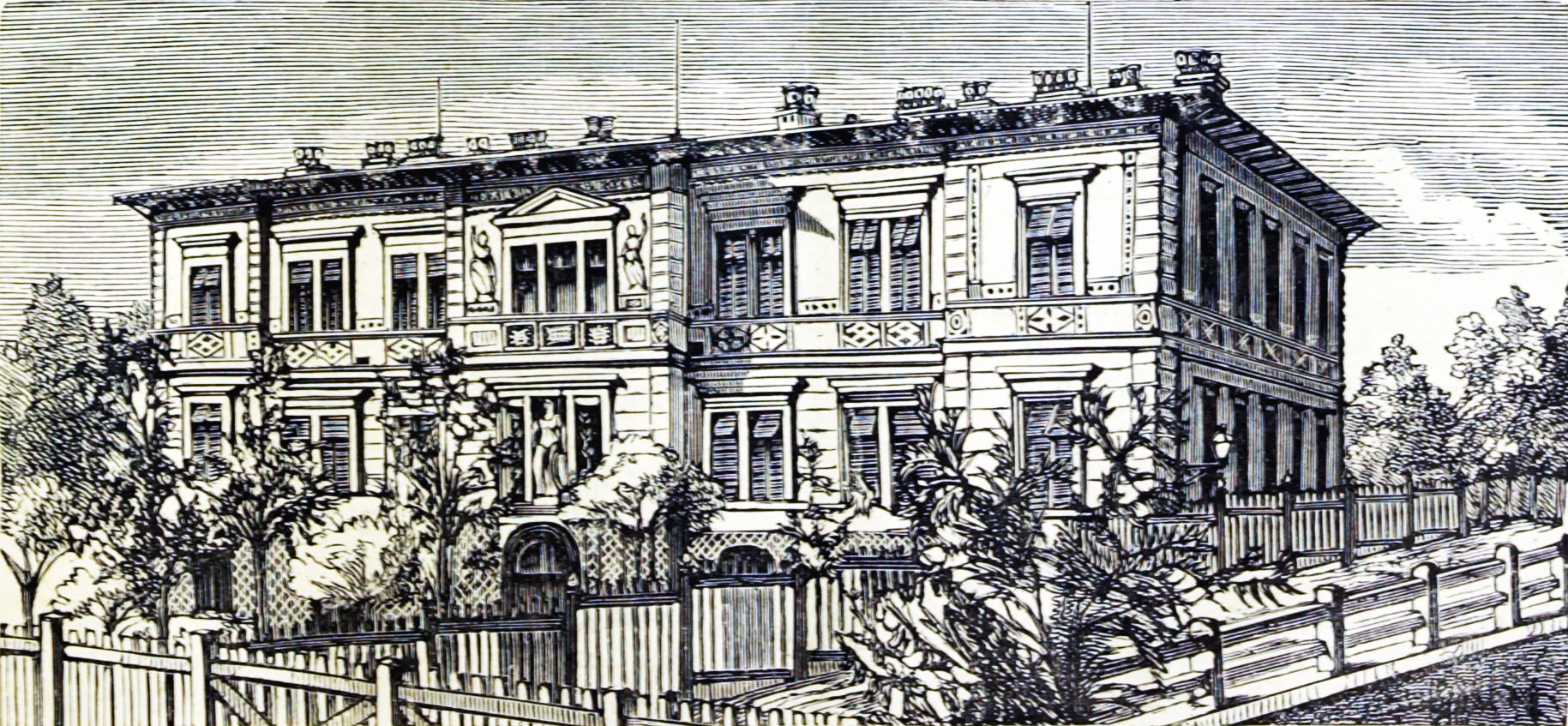
Rudolf-Pavillon (1885)

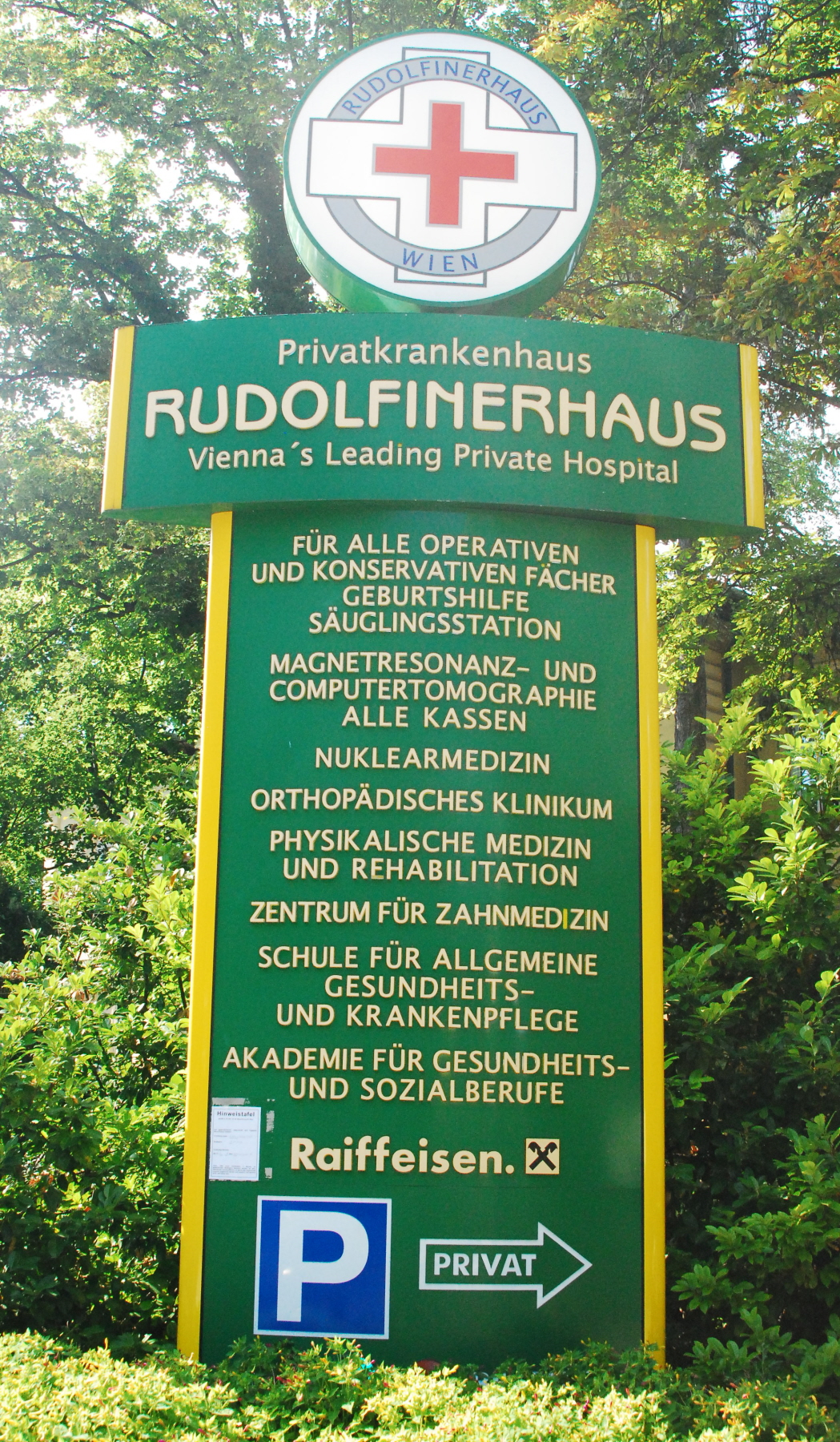
Privatkrankenhaus Rudolfinerhaus

Das Rudolfinerhaus ist ein privat geführtes Belegspital in der Billrothstraße 78 im 19. Wiener Gemeindebezirk Döbling.

## Geschichte

### Rudolfinerverein
Der Rudolfinerverein wurde 1875 durch den Chirurgen Gustav Jurié (1841–1924) gegründet. Jurié als Obmann verließ jedoch nach Meinungsverschiedenheiten mit dem Proponenten Theodor Billroth den Verein. Dieser konstituierte sich 1879 neu, Johann Nepomuk Graf Wilczek wurde erster Präsident, und Kronprinz Rudolf von Österreich-Ungarn übernahm das Protektorat. Treibende Kraft des Vereins, ab 1880 „Rudolfiner-Verein zur Erbauung und Unterhaltung eines Pavillon-Krankenhaues behufs Heranbildung von Pflegerinnen für Kranke und Verwundete in Wien“, war der Chirurg Theodor Billroth. 1881 wurde der erste Kurs für Pflegerinnen in der Wiener Handelsakademie abgehalten.

### Rudolfinerhaus
Um den in Ausbildung stehenden Pflegerinnen neben der theoretischen auch eine praktische Schulung zu ermöglichen, wurde 1882 das Rudolfinerhaus mit Theodor Billroth als Direktor gegründet. Es handelte sich dabei zunächst um eine Baracke mit 20 Betten. Bei den Patienten handelte es sich um Soldaten, die bei einem Aufstand in Dalmatien verwundet worden waren.
Der Chirurg Robert Gersuny wurde 1882 hier Primarius.
Ende 1885 wurde der am 5. Mai 1884 baulich begonnene, von Franz von Gruber entworfene Rudolf-Pavillon eröffnet. 1891 wurde das Zentralgebäude mit dem Operationssaal und der Ambulanz fertiggestellt, 1895 folgte der Billroth-Pavillon, 1905 das Wirtschaftsgebäude und 1907 der Wilczek-Pavillon.
Während des Ersten Weltkriegs übernahm der „Patriotische Hilfsverein vom Roten Kreuz Niederösterreich“ die Verwaltung des in ein Lazarett umgewandelten Rudolfinerhauses, dessen Bettenanzahl von 100 auf 360 erhöht wurde. Der Schulbetrieb war in dieser Zeit nur eingeschränkt möglich.
Nachdem 1918 das desolate Gebäude wieder ein ziviles Spital wurde, wurde 1919 in der „I. und II. Verpflegsklasse“ die freie Arztwahl eingeführt und eine geburtshilfliche Abteilung eröffnet.
Der „Anschluss“ Österreichs an das Deutsche Reich im Jahr 1938 brachte die Auflösung des Rudolfinervereins. Das Rudolfinerhaus selbst wurde in das Deutsche Rote Kreuz eingegliedert und in „DRK-Billrothkrankenhaus“ umbenannt. Am 23. September 1938 wurde hier Romy Schneider, die Tochter von Magda Schneider und Wolf Albach-Retty geboren.
Durch einen Bombenangriff am 15. März 1945 wurde das Rudolfinerhaus schwer beschädigt. Sechs Mitarbeiter wurden beim Versuch, Patienten zu retten, getötet.
Im Oktober 1945 konnte in einem Teilbereich des Rudolfinerhauses, das als ehemaliges deutsches Eigentum der öffentlichen Verwaltung unterstellt wurde, der Spitalsbetrieb wieder aufgenommen werden. 1948 ging es wieder in das Eigentum des unterdessen neu konstituierten Rudolfinervereins über.
1958 konnte ein durch eine Spendenaktion des „Komitee der Freunde der Schwesternschaft der Rudolfinerinnen“ finanziertes neues Schulgebäude eröffnet werden.
1966 starb der österreichische Maler und Rektor der Akademie der bildenden Künste Wien Herbert Boeckl an den Folgen eines Gehirnschlags im Rudolfinerhaus.
In den frühen 1970er-Jahren geriet das Rudolfinerhaus in eine finanzielle und personelle Krise. Nach einer 1975 erfolgten Umbesetzung der Spitalsleitung kam es zu Um- und Neubauten des Hauses.
Zu dieser Zeit engagierte sich der bisher am Allgemeinen Krankenhaus tätige und 1975 pensionierte Karl Fellinger verstärkt am Privatspital Rudolfinerhaus, wo er 1989 auch Präsident des Rudolfinervereines wurde. Seine internationalen Kontakte – vor allem in den nahen Osten – nutzte er auch, um das Krankenhaus zu einer medizinischen Spitzenklinik zu machen. Karl Fellinger verstarb am 8. November 2000 im Rudolfinerhaus.
Für internationale Schlagzeilen sorgte das Rudolfinerhaus, als 2004 der damalige ukrainische Oppositionsführer Wiktor Juschtschenko hier behandelt wurde und die Ärzte eine Dioxinvergiftung diagnostizierten.

## Ausstattung
Das Rudolfinerhaus verfügt über 156 Betten, die sich auf sieben Stationen verteilen. Ungewöhnlich ist deren Benennung: Rudolf-Station (=Geburtenstation), Billroth-Station, Fellinger-Station, Wilczek-Parterre, Wilczek I und Wilczek II.
Zum medizinischen Angebot gehören:
- Angiographie (Invasive Kardiologie)
- Bildgebende Diagnostik
- Geburtsstation
- Herzzentrum
- Histopathologie
- Labor
- Neurophysiologisches Labor
- Nichtinvasive Kardiologie
- Nuklearmedizin
- Physikalische Therapie
- Schlaflabor
- Vorsorgezentrum[7]

Zur technischen Ausstattung des Rudolfinerhauses gehört seit dem Jahr 2005 ein offener Magnetresonanztomograf mit Rundumausblick, der der Erste seiner Art in Österreich war.

### Campus Rudolfinerhaus

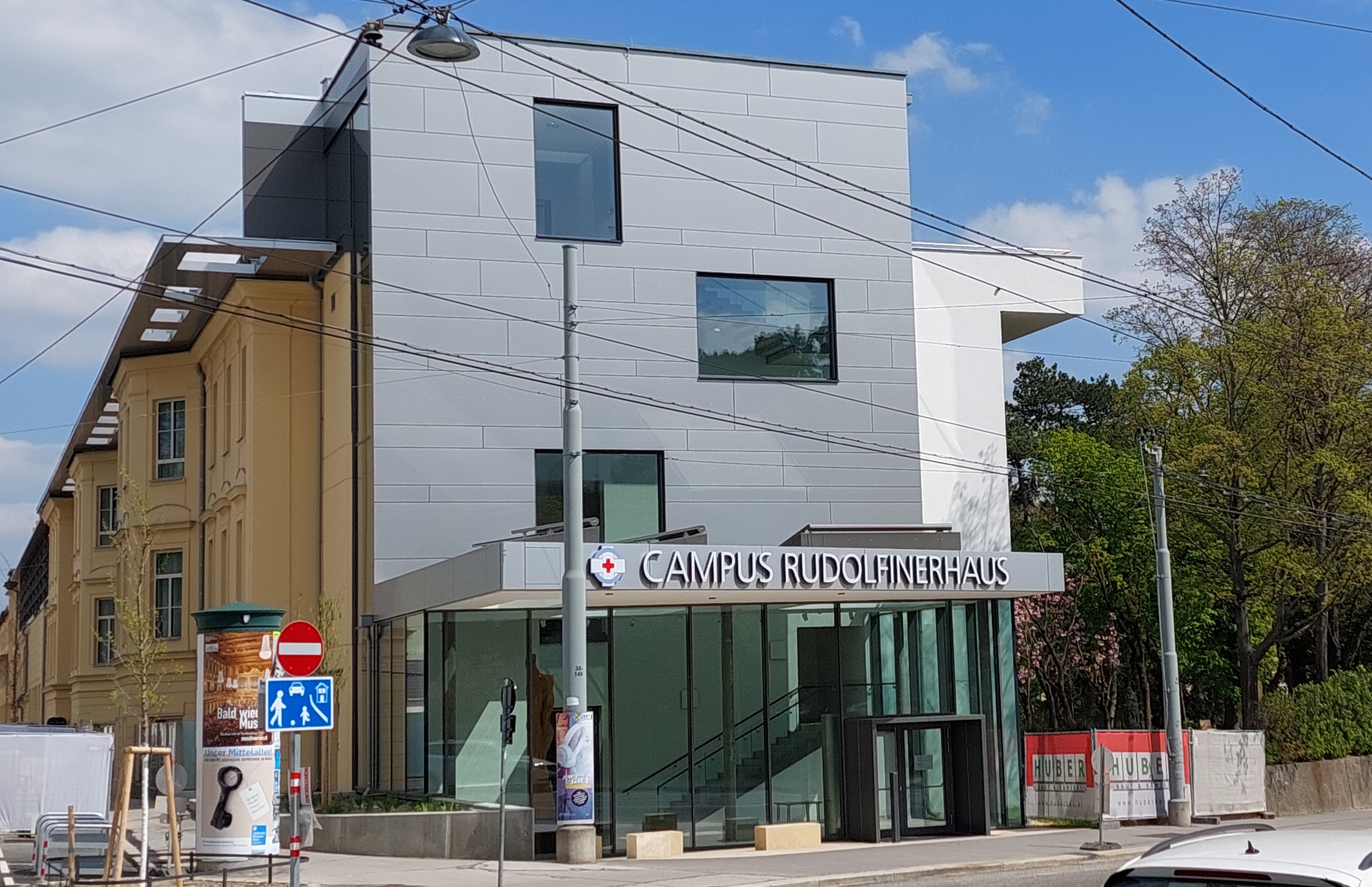
Campus Rudolfinerhaus

1882 wurde hierorts die erste Pflegeschule Österreichs gegründet woraus später eine staatlich anerkannte Krankenpflegeausbildung auf Diplomniveau wurde. Die Gesundheits- und Krankenpflegeschule wurde im Jahre 2010 in „Campus Rudolfinerhaus“ umbenannt. Aktuell wird ein sechs Semester dauernder Bachelorstudiengang Gesundheits- & Krankenpflege angeboten, welchen man mit dem Titel Bachelor of Science in Health Studies abschließt. Man erlangt zudem das Allgemeine Diploms der Gesundheits- und Krankenpflege und kann somit die Berufsbezeichnung „Diplomierte Gesundheits- und Krankenpflegerin“ bzw. „Diplomierter Gesundheits- und Krankenpfleger“ tragen. Weiters wird ein zwei Semester dauernder Masterlehrgang Advanced Nursing Practice angeboten. Dieser wird mit dem Titel Master of Science abgeschlossen.

## Karl Fellinger-Museum
Das Museum erinnert mit Fotos, Dokumenten, Auszeichnungen und Orden an das Wirken Karl Fellingers am Rudolfinerhaus.